# Mustela nivalis eskimo
Mustela nivalis eskimo es una subespecie de  mamíferos carnívoros  de la familia Mustelidae subfamilia Mustelinae.

## Distribución geográfica
Se encuentra en Alaska (los Estados Unidos) y el Yukon (el Canadá).